# Naoharu Yamashina
Naoharu Yamashina (山科 直治, Yamashina Naoharu), né en 1918 à Kanazawa dans la préfecture d'Ishikawa au Japon, mort le 28 octobre 1997, est un entrepreneur et industriel japonais, fondateur de l'entreprise Bandai, productrice de jouets et de jeux vidéo.

## Biographie
Naoharu Yamashina naît en 1918 à Kanazawa dans la préfecture d'Ishikawa. Il est le fils d'un marchand de riz de la ville.
Il combat pendant la Seconde Guerre mondiale et perd un œil. Rendu à la vie civile, son premier emploi est dans une petite entreprise familiale de textile.
Adoptant l'idée que le domaine du jouet présente plus d'avenir, et constatant le nombre d'enfants au Japon, Naoharu Yamashina part à Tokyo tenter sa chance. Il s'installe dans le quartier de Taito, où est encore actuellement le siège de l'entreprise, et y fonde en 1950 la société de jouets Bandaiya, qui devient Bandai. Il fait partie de la génération d'entrepreneurs qui, partis de rien, prennent des risques et apportent leur vision d'entreprise dans le Japon de l'après-guerre, et arrivent à bâtir un empire commercial.
Sa société se développe rapidement, se modernise et se diversifie. Il amène son entreprise à devenir le plus grand fabricant de jouets au Japon,, et un des leaders mondiaux du domaine. Sa stratégie repose notamment sur les licences des personnages de télévision.
Son entreprise devient particulièrement notoire pour la création et la production des animaux virtuels Tamagotchis, et pour le jeu vidéo Mighty Morphin Power Rangers.
Naoharu Yamashina est aussi le président de la Japan Toy Association (Association japonaise du Jouet).
Il préside lui-même Bandai jusqu'en 1980, puis en est le président du conseil d'administration de 1980 à 1987. Il siège ensuite au conseil consultatif de 1987 à sa mort.
Naoharu Yamashina fonde en 1987 la Japan Toy Library Foundation pour les handicapés physiques, y consacrant 3,3 millions de dollars de sa fortune personnelle.
Il est hospitalisé en juin 1997 pour une maladie non révélée, et meurt le 28 octobre 1997 d'une insuffisance respiratoire. Il laisse une fortune estimée à 2,65 milliards de yens. Son fils Makoto lui succède depuis 1980 à la présidence de Bandai.